# 迪爾克里克 (印地安納州卡洛爾縣)
迪爾克里克（英語：Deer Creek）是位於美國印地安納州卡洛爾縣的一個非建制地區。該地的面積和人口皆未知。

## 地理
迪爾克里克的座標為40°36′51″N 86°23′28″W / 40.61417°N 86.39111°W，而該地的平均海拔高度為217米（即712英尺）。